# Doxapram
Doxapram (INN) ist ein Arzneistoff und ein monohydriertes Pyrrolidinon-Derivat. Es wird in der Medizin zur Stimulierung der Atmung verwendet.

## Anwendungsgebiete
Doxapram wird sowohl in der Veterinärmedizin, als auch in der Humanmedizin verwendet. Es ist in der Veterinärmedizin ein gängiges zentrales Analeptikum, mit dem Anästhetika oder Sedativa aufgehoben werden können. Es ist in der Humanmedizin nur für Erwachsene als Analeptikum zugelassen. Zudem kann folgendes behandelt werden: postnarkotische oder postoperative Atmungsstörungen, medikamentös bedingte Atemdepression oder chronische Lungenerkrankungen mit respiratorischer Insuffizienz.

## Wirkungsweise
Das Medikament wird entweder oral oder intravenös verabreicht. Es führt zu einer Stimulation der Chemorezeptoren im Carotis- und Aortenbereich. Dadurch wird die Atemfrequenz und das Atemvolumen erhöht. Diese Wirkung lässt sich in der Blutgasanalyse erkennen, da sich das Säure-Base-Gleichgewicht ändert und die Sauerstoffsättigung steigt.

## Nebenwirkungen
Es können folgende Nebenwirkungen auftreten: Blutdruckanstieg, Tremore, Krämpfe, Herzarrhythmien und Angstzustände bis Panikattacken.

## Stereochemie
Praktische Relevanz hat nur das Racemat von Doxapram, also das 1:1-Gemisch aus den (R)- und (S)-Enantiomeren:
| Enantiomere von Doxapram | Enantiomere von Doxapram |
| ------------------------ | ------------------------ |
| CAS-Nummer: 179915-79-8  | CAS-Nummer: 179915-80-1  |